# PowerPC 600
 (novembre 2008).
La famille des processeurs PowerPC 600 fut la première génération de processeurs construits sur les spécifications de l'architecture PowerPC. Leur conception a été faite dans les laboratoires Somerset à Austin (Texas), une unité formée d'ingénieurs issus d'IBM et de Motorola et fondée dans le cadre de l'Alliance AIM. Somerset entra en activité à partir de 1992 et son but était de réaliser d'une part le premier processeur PowerPC et de définir la ligne des futurs processeurs de cette famille destinés aux ordinateurs personnels. La famille PowerPC 601 apparut ainsi en 1993, et la seconde génération fut rapidement suivie des processeurs PowerPC 603, PowerPC 604, ainsi que du processeur 64 bits PowerPC 620.
Les "vrais" noms sont : 601, 603, 604 et 620. Les autres sont ou des dérivés ou des processeurs totalement différents, partageant simplement un même nom de prototype.

## Processeurs core

### PowerPC 601

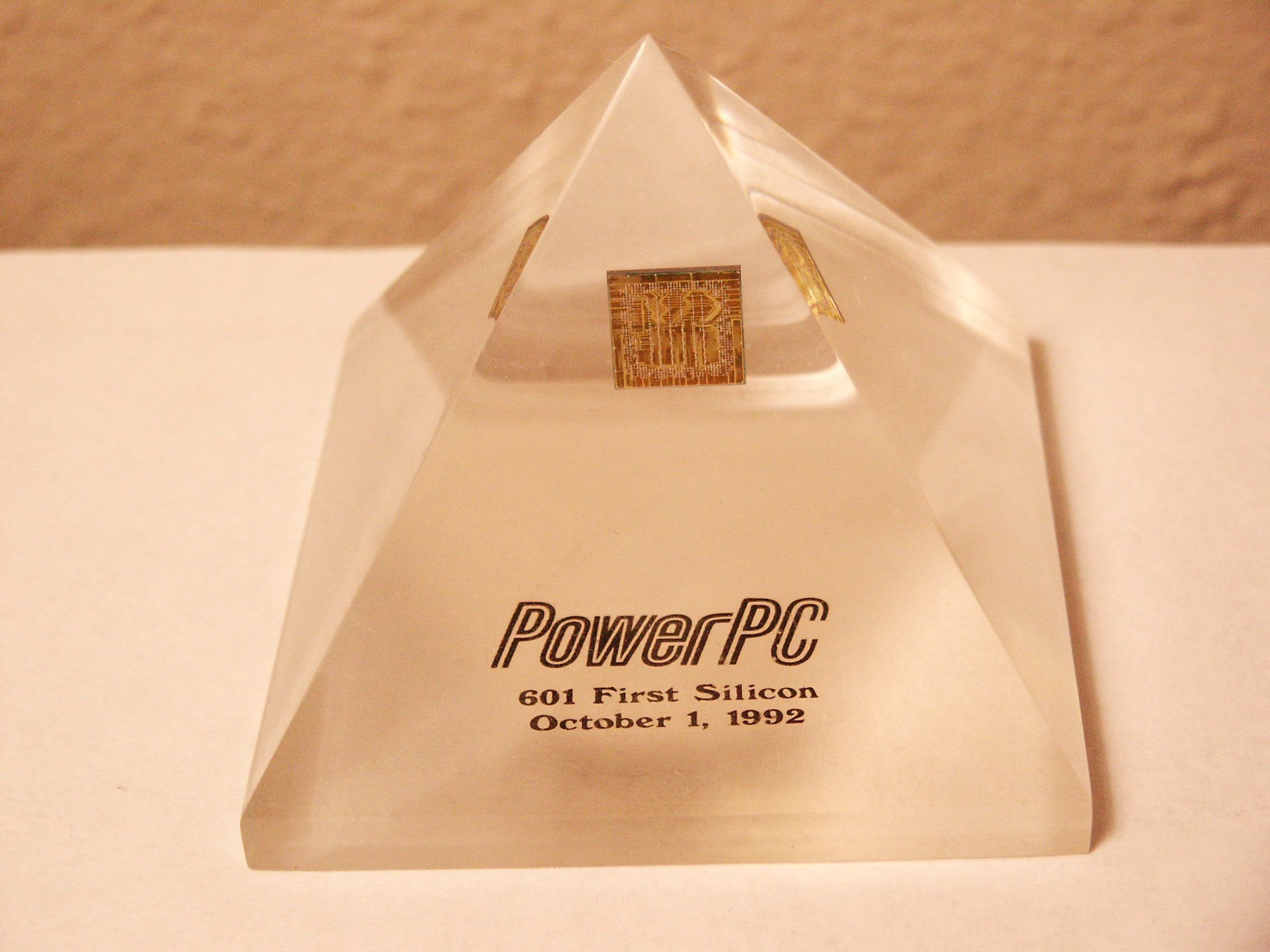
Le premier prototype du PowerPC 601 a été livré en octobre 1992.

Le processeur  PowerPC 601 constitua la première génération de microprocesseurs supportant l'ensemble d'instructions de base  PowerPC en 32 bits. La conception de la puce débuta en 1991 et les premiers prototypes furent livrés en automne 1992. Ces premiers processeurs apparurent d'abord dans une station de travail IBM de type RS/6000 en octobre 1993 (en même temps que la ligne de processeurs voisins POWER2 d'IBM) ainsi que dans les ordinateurs Power Macintosh de la compagnie Apple en avril 1994. Le 601 était le premier processeur implémentant sur une seule puce l'architecture PowerPC ; il fut réalisé en un temps record pour affirmer la place de cette architecture dans le marché de l'informatique et pour dynamiser l'alliance AIM. Pour réaliser les innovations technologiques prévues par ce processeur dans le temps très court imparti aux ingénieurs (performance en fréquence, nouvel ensemble d'instructions, implémentation d'un premier noyau de calcul symétrique à plusieurs processeurs), une structure d'organisation exceptionnelle fut mise en place. L'équipe d'ingénieurs simplifia considérablement la structure de base et les parties d'un processeur RISC d'IBM, tout en incluant le support de la majorité des instructions PowerPC qui ne figuraient pas sur ce processeur de départ. Toutes les parties de ce processeur de départ furent modifiées considérablement ou changées en totalité pour répondre aux nouveaux designs concernant différentes unités telles les entrées-sorties, la structure des bus et la cohérence mémoire pour le SMP.

#### Le bus 60x
Pour inclure le plus rapidement possible l'architecture de bus 88000 de Motorola au nouveau processeur 601, cette compagnie élabora une stratégie complète aboutissant à une spécification de l'architecture de bus 88110, ainsi qu'un ensemble d'outils pour l'implémentation logique et la vérification du bus 60x. L'équipe d'ingénieurs d'Apple était familière avec la structure I/O du 88110, qui était particulièrement bien documentée par Motorola. Ainsi, l'équipe responsable du processeur 601 adopta rapidement cette technologie de bus. La nomenclature passa de "88110" à "60x" pour une implémentation sur le processeur PowerPC 601. Cette poignée d'ingénieurs d'Apple et de Motorola reçut l'aide de plus de 120 ingénieurs d'IBM pour achever la création complète et la fabrication du processeur PowerPC 601. Voir the Bus Interface for 32-Bit Microprocessors – IBM.com.
L'utilisation de l'architecture 88110 de Motorola s'avéra très profitable sur de nombreux points. Tout d'abord pour l'équipe d'ingénieurs d'Apple, car l'adoption de ces technologies Motorola réduisit la charge de "redesign" de leurs ASICs existants et leur permit de sortir en un temps record la documentation et le processus de spécification de la nouvelle structure de bus et de son interface, en évitant au passage l'apparition d'une "guerre des bus" qui était redoutée par l'équipe du 601 si les bus 88110 ou les RSC précédents n'avaient pas été adoptés. Il est intéressant de remarquer que cet effort en vue de l'acceptation de l'architecture 88110 de Motorola, pour le bébéfice d'Apple, se fit au détriment de l'équipe d'IBM responsable du RS/6000 qui avaient leurs ASICs déjà implémentés et opérationnels autour du RSC d'une structure de bus complètement différente.
Le bus 60x devint par la suite la base d'une longue série de variantes adaptées aux processeurs 601, 603, 604, G3, G4 et le  PowerQUICC  de Motorola/Freescale.

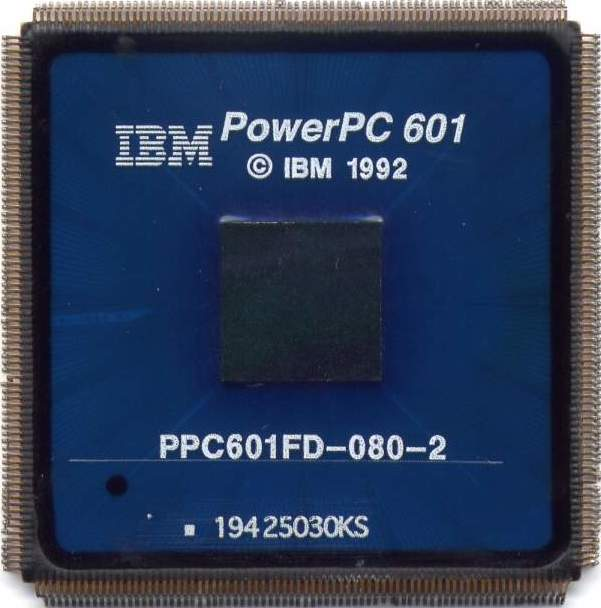
Un processeur PowerPC 601 à 80 MHz fabriqué par IBM.

#### Caractéristiques
La puce était conçue pour une grande variété d'applications et supportait un cache CPU L2 ainsi qu'une implémentation pour le symmetric multiprocessing. Elle possédait un pipeline d'instructions à quatre étages, quatre unités fonctionnelles incluant une unité de calcul flottant, une unité d'arithmétique entière, une unité de branchement, une unité de séquencement (un héritage peu utilisé de RSC). Elle possédait de plus une unité mémoire.
Elle fut lancée par IBM durant l'automne 1993, et fut fabriquée par IBM sous le nom PP601 (mais commercialisée par Motorola sous le nom MPC601), en utilisant un procédé de gravure CMOS aluminium en 0,6 µm, et avec des fréquences allant de 50 à 80 MHz.

#### PowerPC 601v

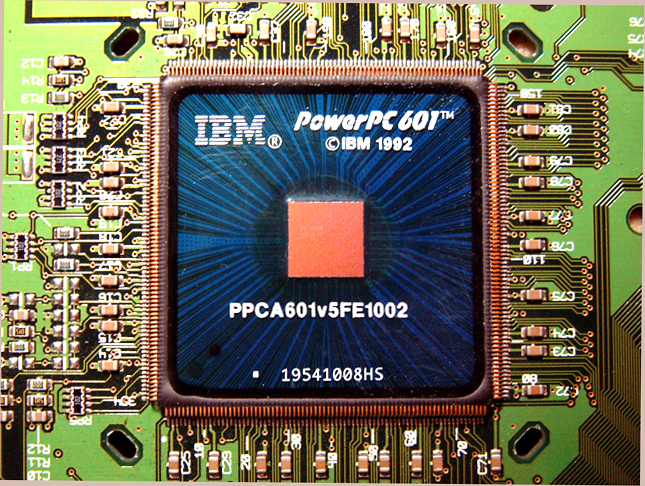
Un processeur PowerPC 601v cadencé à 100 MHz et fabriqué par IBM. Notez le die un peu plus fin.

Une version mise à jour, PowerPC 601v ou PowerPC 601+, sur 74 mm² et utilisant un processus de fabrication sur  0.5 µm, est apparue en 1994 avec des vitesses de 100-120 MHz: 
- PowerPC 601 Whitepaper.
- Article Ars Technica.

### PowerPC 603

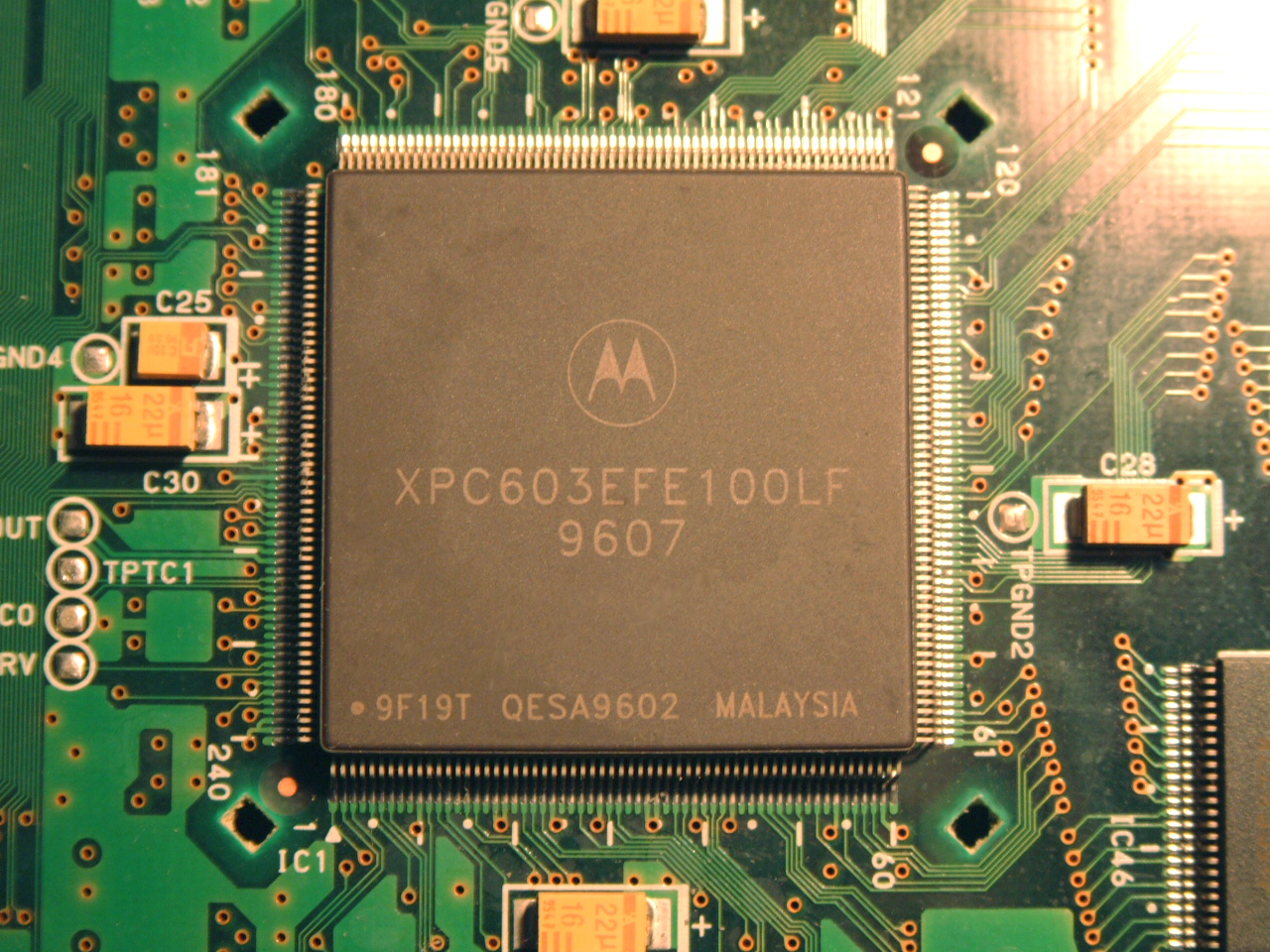
Un PowerPC 603 de Motorola à 100 MHz dans un boîtier QFP à câblage par fil.

Le PowerPC 603 fut le premier processeur implémentant l'ensemble complet des instructions 32-bit de l'architecture PowerPC telle que spécifiée

## Famille agrandie

### PowerPC 602
Le PowerPC 602 était une version downgradée du  PowerPC 603, faite spécialement pour les consoles de jeu par Motorola et IBM et introduite en juin 1995. Il avait un cache L1 plus petit (4 KB d'instructions et 4 KB de données), une unité de calcul en flottant en simple précision et une unité de branchement conditionnel réduite. Il fut produit avec des vitesses allant de 50 à 80 MHz et consommait 1,2 W à 66 MHz. Il était composé d'un million de transistors sur une surface de 50 mm2 ; son procédé de fabrication était réalisé en gravure 0,5 µm en CMOS avec quatre niveaux d'interconnexion.
3DO développa la console de jeu M2 qui utilisait deux PowerPC 602 ; mais cette console ne fut jamais introduite sur le marché.
- Article CPUShack.

## Voir également
- PowerPC
  - PowerPC G3
  - PowerPC G4
  - PowerPC 970
- IBM POWER